# Jusaburō Tsujimura
Jusaburō Tsujimura (japanisch 辻村 寿三郎, ursprünglich 辻村ジュサブロー geschrieben, Tsujimura Jusaburō; * 11. November 1933 in der Provinz Jinzhou (Mandschukuo); † 5. Februar 2023 in Miyoshi, Präfektur Hiroshima) war ein japanischer Autor von Puppenspielen, Puppenspieler und Puppenhersteller.

## Leben und Wirken
Jusaburō Tsujimura wurde in Mandschuko geboren, kam 1944, im Alter von 11 Jahren, nach Japan, zunächst nach Hiroshima, aber noch vor dem Atombombendrama nach Miyoshi. Nach dem Zweiten Weltkrieg machte er seinen Abschluss an der „Miyoshi Junior High School“ (三次中三次中学), der heutigen „Miyoshi Municipal Miyoshi Junior High School“ (三次市立三次中学校). Um Schneider zu werden, arbeitete er als Lehrling in einem Bekleidungsgeschäft, kündigte aber nach drei Jahren. In anderen Jobs hielt er es auch nicht lange aus. In dem Theaterkreis, dem er beitrat, fertigte er jedoch Schilder, Bühnenbilder und Perücken für Schauspieler an.
1954, nach dem Tod seiner Mutter, zog Tsujimura mit der Hoffnung, Schauspieler zu werden, nach Tokio und wandte sich dabei an den Kabuki-Schauspieler Kawarazaki Kunitarō (河原崎 國太郎; 1909–1990) vom Theater „Zenshinza“ (前進座), als dessen Theatertruppe nach Hiroshima kam. Kawarasaki schlug ihm vor, erst einmal bei einer Requisitenproduktionsfirma zu arbeiten. So begann Tsujimura 1956 für das Unternehmen Fujinami zu arbeiten, eine Produktionsfirma für Kabuki-Requisiten. Er konnte sich schon drei Jahre später selbstständig machen.
Tsujimura konnte 1961 auf der 13. „Ausstellung für Moderne Puppenkunst“ (第13回現代人形美術展, Dai 13-kai gendai ningyō bijutsuten) „Yaoya Oshichi“  zeigen. Mit seinem Puppendrama „Shin hakken-den“ (新八犬伝) – „Neue Geschichte der acht Hunde“, das von 1973 bis 1975 im NHK-Fernsehen zu sehen war, wurde Tsujimura auch als Autor bekannt. 1977 erhielt er für „Sanada jū yūshi“ (真田十勇士) – „Die zehn tapferen Sanada“ den „Mobil Children's Culture Award“ (モービル児童文化賞, Mōbiru jidō bunka-shō). Es folgten viele weitere Produktionen und viele Preise. 1996 konnte er seinen Traum verwirklichen, ein eigenes Puppenmuseum zu eröffnen, dem er den Namen „Jusaburō-Haus“ (ジュサブロー館) gab.